# Europees kampioenschap basketbal vrouwen 1950
Het 2e Europees kampioenschap basketbal vrouwen vond plaats van 14 tot 20 mei 1950 in Hongarije. 12 nationale teams speelden in Boedapest om de Europese titel.

## Voorronde
De 12 deelnemende landen zijn onderverdeeld in drie poules van vier landen. De top twee van elke poule plaatsten zich voor de hoofdronde, de overige landen speelden om de zevende plaats.

### Groep A
| Datum  | Land        | Score   | Land      |
| ------ | ----------- | ------- | --------- |
| 14 mei | Sovjet-Unie | 91 – 31 | België    |
| 14 mei | Frankrijk   | 39 – 26 | Roemenië  |
| 15 mei | Roemenië    | 49 – 41 | België    |
| 15 mei | Sovjet-Unie | 72 – 20 | Frankrijk |
| 16 mei | Sovjet-Unie | 66 – 16 | Roemenië  |
| 16 mei | België      | 45 – 50 | Frankrijk |

| Groep A |             |             |             |             |            |            |            |        |
| #       | Land        | Wedstrijden | Wedstrijden | Wedstrijden | Doelpunten | Doelpunten | Doelpunten | Punten |
| #       | Land        | G           | W           | V           | V          | T          | Saldo      | Punten |
| 1       | Sovjet-Unie | 3           | 3           | 0           | 229        | 67         | +162       | 6      |
| 2       | Frankrijk   | 3           | 2           | 1           | 109        | 143        | -34        | 5      |
| 3       | Roemenië    | 3           | 1           | 2           | 91         | 146        | -55        | 4      |
| 4       | België      | 3           | 0           | 3           | 117        | 190        | -73        | 3      |

### Groep B
| Datum  | Land      | Score   | Land       |
| ------ | --------- | ------- | ---------- |
| 14 mei | Polen     | 52 – 18 | Oostenrijk |
| 14 mei | Hongarije | 95 – 13 | Israël     |
| 15 mei | Israël    | 12 – 32 | Oostenrijk |
| 15 mei | Polen     | 31 – 58 | Hongarije  |
| 16 mei | Hongarije | 62 – 22 | Oostenrijk |
| 16 mei | Polen     | 44 – 19 | Israël     |

| Groep B |            |             |             |             |            |            |            |        |
| #       | Land       | Wedstrijden | Wedstrijden | Wedstrijden | Doelpunten | Doelpunten | Doelpunten | Punten |
| #       | Land       | G           | W           | V           | V          | T          | Saldo      | Punten |
| 1       | Hongarije  | 3           | 3           | 0           | 215        | 66         | +149       | 6      |
| 2       | Polen      | 3           | 2           | 1           | 127        | 95         | +32        | 5      |
| 3       | Oostenrijk | 3           | 1           | 2           | 72         | 126        | -54        | 4      |
| 4       | Israël     | 3           | 0           | 3           | 44         | 171        | -127       | 3      |

### Groep C
| Datum  | Land              | Score   | Land              |
| ------ | ----------------- | ------- | ----------------- |
| 14 mei | Italië            | 71 – 17 | Nederland         |
| 14 mei | Tsjecho-Slowakije | 70 – 16 | Zwitserland       |
| 15 mei | Nederland         | 30 – 29 | Zwitserland       |
| 15 mei | Italië            | 34 – 40 | Tsjecho-Slowakije |
| 16 mei | Tsjecho-Slowakije | 48 – 19 | Nederland         |
| 16 mei | Italië            | 61 – 18 | Zwitserland       |

| Groep C |                   |             |             |             |            |            |            |        |
| #       | Land              | Wedstrijden | Wedstrijden | Wedstrijden | Doelpunten | Doelpunten | Doelpunten | Punten |
| #       | Land              | G           | W           | V           | V          | T          | Saldo      | Punten |
| 1       | Tsjecho-Slowakije | 3           | 3           | 0           | 158        | 69         | +89        | 6      |
| 2       | Italië            | 3           | 2           | 1           | 166        | 75         | +91        | 5      |
| 3       | Nederland         | 3           | 1           | 2           | 66         | 148        | -82        | 4      |
| 4       | Zwitserland       | 3           | 0           | 3           | 63         | 161        | -98        | 3      |

## Hoofdronde

### Groep 1
Onderlinge resultaten uit de voorronde telden mee voor de hoofdronde.
| Datum  | Land              | Score   | Land              |
| ------ | ----------------- | ------- | ----------------- |
| 17 mei | Tsjecho-Slowakije | 41 – 81 | Sovjet-Unie       |
| 17 mei | Italië            | 39 – 20 | Polen             |
| 17 mei | Hongarije         | 56 – 49 | Frankrijk         |
| 18 mei | Tsjecho-Slowakije | 52 – 22 | Frankrijk         |
| 18 mei | Sovjet-Unie       | 87 – 19 | Polen             |
| 18 mei | Hongarije         | 29 – 28 | Italië            |
| 19 mei | Polen             | 26 – 43 | Frankrijk         |
| 19 mei | Sovjet-Unie       | 65 – 16 | Italië            |
| 19 mei | Hongarije         | 49 – 32 | Tsjecho-Slowakije |
| 20 mei | Polen             | 20 – 40 | Tsjecho-Slowakije |
| 20 mei | Frankrijk         | 63 – 51 | Italië            |
| 20 mei | Hongarije         | 32 – 45 | Sovjet-Unie       |

| Groep 1 |                   |             |             |             |            |            |            |        |
| #       | Land              | Wedstrijden | Wedstrijden | Wedstrijden | Doelpunten | Doelpunten | Doelpunten | Punten |
| #       | Land              | G           | W           | V           | V          | T          | Saldo      | Punten |
| 1       | Sovjet-Unie       | 5           | 5           | 0           | 350        | 128        | +222       | 10     |
| 2       | Hongarije         | 5           | 4           | 1           | 224        | 185        | +39        | 9      |
| 3       | Tsjecho-Slowakije | 5           | 3           | 2           | 205        | 206        | -1         | 8      |
| 4       | Frankrijk         | 5           | 2           | 3           | 197        | 257        | -60        | 7      |
| 5       | Italië            | 5           | 1           | 4           | 168        | 217        | -49        | 6      |
| 6       | Polen             | 5           | 0           | 5           | 116        | 267        | -151       | 5      |

## Plaatsingswedstrijden 7e-12e plaats

### Groep 2
Onderlinge resultaten uit de voorronde telden mee voor de plaatsingsronde.
| Datum  | Land        | Score   | Land        |
| ------ | ----------- | ------- | ----------- |
| 17 mei | Zwitserland | 28 – 21 | Israël      |
| 17 mei | Oostenrijk  | 31 – 47 | België      |
| 17 mei | Nederland   | 25 – 27 | Roemenië    |
| 18 mei | Oostenrijk  | 26 – 28 | Zwitserland |
| 18 mei | Roemenië    | 41 – 21 | Israël      |
| 18 mei | Nederland   | 24 – 41 | België      |
| 19 mei | Israël      | 28 – 50 | België      |
| 19 mei | Roemenië    | 34 – 27 | Zwitserland |
| 19 mei | Oostenrijk  | 26 – 20 | Nederland   |
| 20 mei | Israël      | 39 – 21 | Nederland   |
| 20 mei | België      | 32 – 29 | Zwitserland |
| 20 mei | Oostenrijk  | 16 – 42 | Roemenië    |

| Groep 2 |             |             |             |             |            |            |            |        |
| #       | Land        | Wedstrijden | Wedstrijden | Wedstrijden | Doelpunten | Doelpunten | Doelpunten | Punten |
| #       | Land        | G           | W           | V           | V          | T          | Saldo      | Punten |
| 7       | Roemenië    | 5           | 5           | 0           | 193        | 130        | +63        | 10     |
| 8       | België      | 5           | 4           | 1           | 211        | 161        | +50        | 9      |
| 9       | Zwitserland | 5           | 3           | 2           | 141        | 143        | -2         | 8      |
| 10      | Oostenrijk  | 5           | 2           | 3           | 131        | 149        | -18        | 7      |
| 11      | Israël      | 5           | 1           | 4           | 121        | 172        | -51        | 6      |
| 12      | Nederland   | 5           | 0           | 5           | 120        | 162        | -42        | 5      |

## Eindrangschikking
| Goud   | Sovjet-Unie       |
| Zilver | Hongarije         |
| Brons  | Tsjecho-Slowakije |
| 4      | Frankrijk         |
| 5      | Italië            |
| 6      | Polen             |

| 7  | Roemenië    |
| 8  | België      |
| 9  | Zwitserland |
| 10 | Oostenrijk  |
| 11 | Israël      |
| 12 | Nederland   |

1938 · 
1950 · 
1952 · 
1954 · 
1956 · 
1958 · 
1960 · 
1962 · 
1964 · 
1966 · 
1968 · 
1970 · 
1972 · 
1974 · 
1976 · 
1978 · 
1980 · 
1981 · 
1983 · 
1985 · 
1987 · 
1989 · 
1991 · 
1993 · 
1995 · 
1997 · 
1999 · 
2001 · 
2003 · 
2005 · 
2007 · 
2009 · 
2011 · 
2013 · 
2015 · 
2017 · 
2019 · 
2021 · 
2023